# Sepulveda (Metro de Los Ángeles)
Sepulveda es una estación de autobuses de tránsito rápido en la línea G del Metro de Los Ángeles y es administrada por la Autoridad de Transporte Metropolitano del Condado de Los Ángeles. Se encuentra localizada en Van Nuys, en el Valle de San Fernando de Los Ángeles, al izquierdo de Sepulveda Blvd. El estación es cerca de la Interestatal 405 

## Conexiones de autobús
- Metro Local: 237[4]